# Hacı Bajá
Hacı Pasha fue un gran visir y estadista del Imperio otomano durante el periodo 1348-1349. No se conocen muchos más detalles sobre su vida.